# Arrigo Tessari
Arrigo Tessari (Belluno, 4 gennaio 1897 – Belluno, 5 settembre 1971) è stato un aviatore e generale italiano, pilota di grande esperienza della Regia Aeronautica partecipò alla prima guerra mondiale, alla guerra civile spagnola e alla seconda guerra mondiale, venendo decorato più volte per il valore dimostrato in combattimento. Dopo l'armistizio dell'8 settembre 1943 aderì alla Repubblica Sociale Italiana, venendo successivamente nominato Sottocapo di stato maggiore dell'Aeronautica Nazionale Repubblicana. Mantenne tale funzione fino al 26 luglio quando fu sostituito dal colonnello Manlio Molfese, e ricoprì le funzioni di Capo di stato maggiore dell'A.N.R. fino al 20 agosto 1944.

## Biografia
Nacque il 4 gennaio 1897 a Belluno, e durante la prima guerra mondiale prestò servizio come tenente pilota in Albania inquadrato nell'85ª Squadriglia Caccia. Il 14 marzo 1919 entrò a far parte del personale in servizio permanente effettivo (s.p.e.), e nell'ottobre 1923 passò in forza alla neocostituita Regia Aeronautica, operando come comandante dell'89ª Squadriglia SVA. in Tripolitania. Dopo un lungo periodo presso l'aviazione coloniale, rientrò in Patria al termine delle operazioni di riconquista della Libia, decorato con una Medaglia d'argento e una bronzo al valor militare. 
A partire dalla fine del 1937 prese parte, come volontario, alla guerra civile spagnola e in qualità di tenente colonnello divenne comandante del XVI Gruppo Caccia "La Cucaracha", del 3º Stormo Caccia dell'Aviazione Legionaria basato a Caspe. Come suo primo gregario aveva il sergente maggiore Giuseppe Biron. nel dicembre del 1938 il suo Gruppo viene destinato ad appoggiare l'avanzata nazionalista su Barcellona. Con la fine della guerra civile rientrò in Italia, ed il 15 aprile 1939 viene nominato comandante del 53º Stormo Caccia Terrestre basato sull'aeroporto di Torino-Caselle. L'entrata in guerra del Regno d'Italia, il 10 giugno 1940, lo vide in prima linea, con il suo reparto dotato dei caccia biplani Fiat C.R.42 Falco.
Il 15 giugno il Quartier Generale italiano ordinò di attaccare i campi d'aviazione francesi di Le Cannet des Maures e di Cuers Pierrefeu, in Provenza. L'attacco, da eseguirsi con i 150°, 18° e 23° Gruppi C.T. aveva lo scopo di distruggere la forza da caccia francese sul terreno. Durante i combattimenti di quel giorno egli reclamò l'abbattimento di quattro velivoli francesi Morane-Saulnier MS.406, che gli furono attribuiti in compartecipazione. Il 15 agosto dello stesso anno assunse il comando dell'Aviazione italiana in Albania. Alla data del 10 ottobre diresse le operazioni aeree contro la Grecia. Dopo la resa delle forze armate greche assunse il comando anche delle forze aeronautiche italiane basate in quel paese. Fu promosso generale di brigata aerea il 26 febbraio 1942, e il giorno dopo lasciò il comando di settore per rientrare in Italia.

### Nell'Aeronautica Nazionale Repubblicana
L'8 settembre 1943, data della firma dell'armistizio con gli angloamericani, lo vide presente presso lo Stato maggiore della Regia Aeronautica a Roma. Il 16 settembre il generale Aldo Urbani assunse la carica di Commissario per l'Aeronautica, mentre alcuni alti ufficiali, rimasti a Roma, riorganizzavano le forze armate. Nel contempo egli, aderendo alla Repubblica Sociale Italiana, prese contatti con Alessandro Pavolini e il Maresciallo d'Italia Rodolfo Graziani mettendosi a disposizione per l'assunzione di eventuali incarichi. Il 24 settembre il tenente colonnello Ernesto Botto fu nominato Sottosegretario di Stato per l'Aeronautica, recandosi a Roma alla fine del mese, dove incontrò Graziani e Tessari, mentre il 2 ottobre si recò a Rocca delle Caminate per incontrare il comandante della II Luftflotte, generale Wolfram von Richthofen.
Già allora i rapporti tra la neocostituita Repubblica Sociale Italiana e il Terzo Reich risultavano molto tesi. Dopo le dimissioni di Botto, avvenute il 7 marzo 1944, il giorno dopo lo sostituì come Sottocapo di Stato Maggiore dell'A.N.R., ricoprendo tale incarico fino al 26 luglio quando fu sostituito dal colonnello Manlio Molfese. Mantenne le funzioni di Capo di stato maggiore fino al 20 agosto 1944, quando venne sostituito da colonnello Ruggero Bonomi. Dopo la fine della seconda guerra mondiale fu sottoposto a processo di epurazione e messo in congedo definitivo.
Durante la sua vita militare fu decorato con tre Medaglie d'argento e una di bronzo al valor militare, la Croce al merito di guerra, la Medaglia commemorativa della guerra italo-austriaca 1915-1918, la Medaglia commemorativa dell'Unità d'Italia, la Medaglia commemorativa della campagna di Spagna, la Medaglia di benemerenza per i volontari della campagna di Spagna e con l'Ordine della Corona d'Italia. Nel dopoguerra fu presidente dell'Aeroclub "Arturo Dell'Oro" di Belluno per molti anni, e presidente della sezione bellunese della Croce Rossa Italiana. Nel 1970 gli fu conferita la nomina di cavaliere di Vittorio Veneto. Sposato con la signora Corinna Canova, appartenente a una facoltosa famiglia bellunese operante nell’ambito della ristorazione, la coppia ebbe un unico figlio, Massimo, architetto. Morì a Belluno il 5 settembre 1971.

### Annotazioni
1. ↑  Basata sull'aeroporto di Tripoli-Mehalla, ed equipaggiata con i biplani Ansaldo SVA.
2. ↑  Formato dalla 24ª, 25ª, e 26ª Squadriglia al comando rispettivamente dei capitani Giuseppe Majone, Meille e Travaglini.
3. ↑  Guidato dal colonnello Venceslao D'Aurelio.
4. ↑  In un suo libro di memorie Una vita Biron su Tessari affermò che: Feci numerosi voli in qualità di suo primo gregario e non era facile stargli dietro, perché era aggressivo e spericolato.
5. ↑  Così come la quasi totalità degli altri Gruppi caccia equipaggiati con i biplani Fiat C.R.32.
6. ↑  Lo Stormo faceva parte della 2ª Divisione Caccia Terrestre "Borea" avente Quartier generale a Torino-Caselle (comandante il generale di brigata aerea Silvio Scaroni), ed era composto da 150º Gruppo C.T. (su 363ª, 364ª e 365ª Squadriglia, al comando del tenente colonnello pilota Rolando Pratelli) e 151º Gruppo C.T. (su 366ª, 367ª e 368ª Squadriglia basate sul campo d'aviazione di Torino-Casabianca di Verolengo, al comando del maggiore pilota Carlo Calosso).
7. ↑  Posizionato 2 km a sud-est di Le Luc.
8. ↑  Vicino alla base navale di Tolone.
9. ↑  Le autorità tedesche vedevano di cattivo occhio la ricostituzione di uno stato italiano, dotato di proprie forze armate.
10. ↑  Tessari sostituì anche il tenente colonnello Giuseppe Baylon come Capo di stato maggiore, e con la sua nomina ci fu un accrescimento delle forze armate repubblicane, con un aumento del 233% dell'organico.
11. ↑  Dal 29 gennaio 1949 al 17 maggio 1951, dal 17 maggio 1951 al 19 agosto 1964, e dal 27 febbraio 1967 al 13 marzo 1970.
12. ↑  Mentre ricopriva tale carica fu uno dei fautori della creazione dell'Associazione Bellunesi Volontari del Sangue.

### Fonti
1. ↑  Mattioli, Holmes 2010, p. 115.
2. 1 2 3  Gustavsson, Caruana 2013, p. 13.
3. 1 2 3 4  Mattioli, Holmes 2010, p. 10.
4. ↑  Gustavsson, Caruana 2013, p. 20.
5. 1 2 3 4  Boyne 2002, p. 9.
6. ↑  Decreto Ministeriale riguardante la delega di firma di tutti gli atti concernenti gli affari dell'Amministrazione Aeronautica al Sottosegretario di Stato per l'Aeronautica Generale di B.A. Tessari Arrigo. Decreto Ministeriale dell'8 marzo 1944 (G.U. n. 243 del 17 ottobre 1944).
7. ↑  Gazzetta Ufficiale del Regno d'Italia, n.40 del 18 febbraio 1931.